# Johan Gottlob Ditlevsen
Johan Gottlob Ditlevsen, född 22 maj 1836 i Köpenhamn, död 21 april 1910, var en dansk läkare. 
Ditlevsen avlade medicinsk examen 1861, praktiserade därefter i Slagelse 1862–1873, varefter han blev distriktsläkare i Kongens Lyngby vid Köpenhamn. År 1880 blev han medlem av Sundhedskollegiet. År 1872 disputerade han för doktorsgraden på avhandlingen Smagsløgene paa Tungen. Han var från 1877 privatdocent och från 1884 docent i histologi vid Köpenhamns universitet. Förutom flera histologiska artiklar skrev han den omfattande läroboken Grundtræk af Menneskets Histologi (1878–1879).